# Starengovia
Genre
Starengovia est un genre d'opilions dyspnois de la famille des Nemastomatidae.

## Distribution
Les espèces de ce genre se rencontrent au Kirghizistan, en Ouzbékistan, au Pakistan et en Chine.

## Liste des espèces
Selon World Catalogue of Opiliones (24/04/2021) :
- Starengovia ivanloebli Martens, 2017
- Starengovia kirgizica Snegovaya, 2010
- Starengovia quadrituberculata Zhang & Martens, 2018

## Étymologie
Ce genre est nommé en l'honneur de Wojciech Staręga.

## Publication originale
- Snegovaya, 2010 : « New harvestman genus and species from Kyrgyz Republic (Kyrgyzstan) (Arachnida: Opiliones: Nemastomatidae). » Acta Zoologica Bulgarica, vol. 62, p. 351–354.